# پنسلوود
پنسلوود (به انگلیسی: Penselwood) یک روستا در بریتانیا است که در Pen Selwood واقع شده‌است. پنسلوود ۲۷۳ نفر جمعیت دارد.